# I Hope You're Happy Now
I Hope You're Happy Now è un singolo dei cantanti statunitensi Carly Pearce e Lee Brice, pubblicato il 7 ottobre 2019 come secondo estratto dal secondo album in studio eponimo di Pearce.

## Descrizione
Il brano è stato scritto dalla stessa Pearce con Luke Combs, Randy Montana e Jonathan Singleton e prodotto da Busbee. È composto in chiave di Si bemolle maggiore ed ha un tempo di 118 battiti per minuto.

## Video musicale
Il video musicale del brano, diretto da Sam Siske, è stato reso disponibile il 20 novembre 2019.

## Esibizioni dal vivo
Pearce ha cantato il brano con Charles Kelley dei Lady A in occasione dei Country Music Association Awards l'11 novembre 2020. L'ha poi presentato, con Brice, il 18 aprile 2021 agli ACM Awards.

## Tracce
Download digitale
1. I Hope You're Happy Now – 3:19

## Successo commerciale
Nella pubblicazione del 20 giugno 2020 I Hope You're Happy Now, grazie ad un'audience pari a 30 milioni di ascoltatori, ha raggiunto la vetta della Country Airplay, classifica radiofonica statunitense di Billboard dedicata al suddetto genere, diventando la seconda numero uno di Carly Pearce e la sesta di Lee Brice.

## Classifiche

### Classifiche settimanali
| Classifica (2020) | Posizione massima |
| ----------------- | ----------------- |
| Canada            | 51                |
| Stati Uniti       | 27                |

### Classifiche di fine anno
| Classifica (2020) | Posizione |
| ----------------- | --------- |
| Stati Uniti       | 73        |